# Arbeiter-Zeitung (Viena)
El Arbeiter-Zeitung (Periódico de los Trabajadores) fue fundado como periódico socialista por Victor Adler el 12 de julio de 1889. Fue prohibido en 1934 tras la publicación del número del 13 de febrero, pero reapareció el 4 de agosto de 1945 como órgano principal de expresión del Partido Socialdemócrata de Austria, publicándose hasta 1989 como periódico de cobertura general de noticias austriacas e internacionales. Entre 1989 y 1991 se publicó como periódico independiente, y la publicación cesó después de ese año.
Entre 1985 y 1989 se publicó bajo el título Neue AZ (Nuevo AZ); y entre 1989 y 1991 simplemente como AZ.
Entre los más destacados colaboradores y editores del periódico en el periodo de preguerra se encuentra el editor de Cultura David Josef Bach.